# Fagonia latifolia
Fagonia latifolia är en pockenholtsväxtart som beskrevs av Del.. Fagonia latifolia ingår i släktet Fagonia och familjen pockenholtsväxter. Inga underarter finns listade i Catalogue of Life.